# Calle de los Gascos
La calle de los Gascos es una vía pública de la ciudad española de Segovia.

## Descripción
La vía nace cerca de la avenida de la Vía Roma y discurre hasta llegar a la calle de Antonio Coronel. Recuerda a las personas procedentes de la Gascuña francesa que en el siglo XI habrían llevado a la ciudad montada en yegua una imagen del Santo Cristo; la yegua, según la leyenda, habría muerto después en el atrio de la iglesia de los Santos Justo y Pastor. Aparece descrita en Las calles de Segovia (1918) de Mariano Sáez y Romero con las siguientes palabras:

Gascos.—Parte esta calle desde el Azoguejo a la de Antonio Coronel. Los acompañantes del Santísimo Cristo, que desde tierras de Francia fué traído por la yegua hasta la iglesia de San Justo, se denominaban Gascones, por ser oriundos de la Gascuña; y al llegar a Segovia, después de depositar la sagrada imagen, se albergaron en casas de esta calle, no muy distante de dicha iglesia, y aquí residieron algún tiempo. De aquí el nombre de Gascos de la calle, palabra contracción de Gascones, y que es por esta piadosa tradición y por su título una de las más significativas de la Ciudad. Es una cuesta que lleva al transeunte al barrio de San Lorenzo, primero ocupada por algunas casas y luego por algunas huertas, que ya empiezan en este sitio y luego se extienden por este arraban y alameda de San Vicente y San Marcos.
(Sáez y Romero, 1918, p. 78)

## Historia
El nombre aparece en documentos que datan desde el siglo XVI. Popular y asentada en una zona muy bulliciosa, siempre estuvo habitada por vecinos humildes y trabajadores. En el siglo XIX, contaba con varias posadas, entre ellas una donde se alojaba el bandolero El Tuerto de Pirón y de la que tuvo que huir por los tejados de la Guardia Civil.
Antes de la Guerra Civil, tuvo su sede la Casa del Pueblo, centro de reunión de las sociedades obreras y partidos políticos de izquierdas, motivo por el que en su día se solicitó el cambio del nombre de la calle a Pablo Iglesias, en homenaje al fundador del PSOE y de la UGT.